# Beelzebub
De olika namnformerna Beelzebub, Belsebub, Beelzebul, Beelsebul stammar alla från den i Bibeln förekommande "baal-zebuv" (hebr. בְּבַעַל זְבוּב) och har troligen ursprungligen syftat på en av högguden Baals gestalter eller möjligen någon annan filisteisk gudom.
Beelzebub skall enligt Andra Konungaboken (2Kung 1:2) ha dyrkats av filistéerna i staden Ekron, en av de fem filisteiska stadsstaterna under gammaltestamentlig tid.  
Det hebreiska namnet "Baal Sebub" betyder ordagrant "Flug- Herre" eller "flug-gud" (baal: "herre/gud", zevuv: "fluga") och kan ha varit ett verkligt gudsnamn. 
Mer troligt är dock att det är en avsiktlig och förhånande förvrängning av (det visserligen inte påvisade men förmodade) gudsnamnet Baal Sebul som skulle betyda "den höge Herren".
Denna typ av förvrängningar eller ordlekar är vanliga inom hebreiskan och förklaras i detta fall av att Baal Sebub i 2 Kungaboken mycket tydligt anses tillhöra de i bibellitteraturen så avskydda 'avgudarna'. Deras namn skulle i den israeliska kontexten helst varken nämnas eller användas (jämför tex Jos 23:7, Hos 2:17) men en nedsättande förvrängning kunde däremot ses som ett underfundigt sätt att visa på avgudens obetydlighet.
I nytestamentlig tid kom namnet att användas som en omskrivning för djävulen och de onda andarnas furste och Jesus beskylls i Matt 12:24 av sina motståndare för att driva ut demoner med hjälp av just Beelsebul, grek Βεελζεβοὺλ.
Namnet på William Goldings klassiska roman Flugornas herre från 1954 alluderar på Beel Zebub: en ond gudom som har makt att förstöra deras ordning och sammanhållning. I romanen ges den en symbolisk form av ett spetsat grishuvud omvärvt av flugor. Även Jean-Paul Sartres skådespel Flugorna syftar symboliskt på denne i 1900-talets mörka europeiska spänningstillstånd.